# Coupe du monde féminine de hockey sur gazon des moins de 21 ans 2022
Navigation
2016 2023
La Coupe du monde féminine de hockey sur gazon des moins de 21 ans 2022 sera la neuvième édition de la Coupe du monde féminine de hockey sur gazon des moins de 21 ans, le championnat du monde biennal féminin des moins de 21 ans hockey sur gazon organisé par la Fédération internationale de hockey. Il devait se tenir du 5 au 16 décembre 2021 à Potchefstroom, en Afrique du Sud,. En raison d'un nouveau variant du Covid-19, le tournoi a été suspendu le 26 novembre 2021 puis reporté, avec la possibilité d'être organisé par l'Afrique du Sud,. Le 10 janvier 2022, il a été annoncé que le tournoi se déroulerait du 2 au 13 avril 2022 sur le site d'origine.
L'Argentine est la championne en titre.

## Équipes qualifiées
Au total, 16 équipes se qualifieront pour le tournoi final. En plus de l'Afrique du Sud, qui s'est qualifiée automatiquement en tant qu'hôte, 15 autres équipes se qualifieront à partir de cinq compétitions continentales distinctes.
| Événement                 | Dates                 | Lieu                  | Quotas | Qualifiés                                 |
| ------------------------- | --------------------- | --------------------- | ------ | ----------------------------------------- |
| Pays hôte                 | 17 février 2020       | NC                    | 1      | Afrique du Sud (16)                       |
| Championnat d'Europe 2019 | 13 - 21 juillet 2019  | Valence               | 3      | Pays-Bas (1) Angleterre (4) Allemagne (5) |
| Coupe d'Amérique 2021     | 21 - 28 août 2021     | Santiago              | 3      | Canada (14) États-Unis (15) Uruguay (26)  |
| Carte invitation          | 24 septembre 2021     | NC                    | 2      | Argentine (2) Irlande (12)                |
| Carte invitation          | 10 février 2022,      | NC                    | 2      | Malaisie (20) Pays de Galles (23)         |
| Carte invitation          | 9 mars 2022,          | NC                    | 1      | Autriche (32)                             |
| Compétitions annulées     | Compétitions annulées | Compétitions annulées | 3      | Inde (8) Corée du Sud (11) Zimbabwe (54)  |
| Total                     | Total                 | Total                 | 16     |                                           |

## Arbitres
Les 13 arbitres suivants ont été sélectionnés le 23 septembre 2021 par la FIH:
| - Wanri Wenter - Lisette Baljon - Rhiannon Murrie - Sophie Bockelmann | - Céline Martin-Schmets - Katrina Turner - Junko Wagatsuma | - Alison Keogh - Catalina Montesino - Inès El Hajem | - Cookie Tan - Ivona Makar - Victoria Pazos |

## Phase préliminaire
Toutes les heures correspondent à l'Heure normale d'Afrique du Sud (UTC+2),.

### Poule A
| Rang | Équipe     | J | V | N | D | BP | BC | Diff | Pts | Qualification    |
| ---- | ---------- | - | - | - | - | -- | -- | ---- | --- | ---------------- |
| 1    | Pays-Bas   | 3 | 3 | 0 | 0 | 38 | 0  | +38  | 9   | Quarts de finale |
| 2    | États-Unis | 3 | 2 | 0 | 1 | 9  | 9  | 0    | 6   | Quarts de finale |
| 3    | Zimbabwe   | 3 | 1 | 0 | 2 | 2  | 24 | -22  | 3   |                  |
| 4    | Canada     | 3 | 0 | 0 | 3 | 1  | 17 | -16  | 0   |                  |

Source: FIH
En cas d'égalité de points de plusieurs équipes à l'issue des matchs de poule, les critères suivants sont appliqués dans l'ordre indiqué pour établir leur classement:
1. Points,
2. Matchs gagnés,
3. Différence de buts,
4. Buts pour,
5. Plus grand nombre de points obtenus dans les matchs de poule disputés entre les équipes concernées,
6. Buts de plein jeu marqués.

| Match 2              | Pays-Bas                                                                                          | 9 - 0   | États-Unis |                                       |                                       |
| 1er avril 2022 13h00 | Fokke 4e, 34e, 51e · Omrani 12e · De Baat 15e · Dicke 15e · Fernig 40e · Jochems 56e · Winter 59e | (4 - 0) |            | Arbitrage : Wanri Venter Alison Keogh | Arbitrage : Wanri Venter Alison Keogh |
| 1er avril 2022 13h00 | Rapport                                                                                           |         |            | Arbitrage : Wanri Venter Alison Keogh | Arbitrage : Wanri Venter Alison Keogh |

| Match 3              | Canada      | 1 - 2   | Zimbabwe                    |                                         |                                         |
| 1er avril 2022 15h00 | Goodman 58e | (0 - 2) | 5e A. Terblanche · 24e Pope | Arbitrage : Kim Yoon Seon Inès El Hajem | Arbitrage : Kim Yoon Seon Inès El Hajem |
| 1er avril 2022 15h00 | Rapport     |         |                             | Arbitrage : Kim Yoon Seon Inès El Hajem | Arbitrage : Kim Yoon Seon Inès El Hajem |

| Match 8            | États-Unis                             | 5 - 0   | Zimbabwe |                                                |                                                |
| 2 avril 2022 13h00 | De Vries 23e · Rose 39e, 42e, 48e, 55e | (1 - 0) |          | Arbitrage : Sophie Bockelmann Ilaria Amorosini | Arbitrage : Sophie Bockelmann Ilaria Amorosini |
| 2 avril 2022 13h00 | Rapport                                |         |          | Arbitrage : Sophie Bockelmann Ilaria Amorosini | Arbitrage : Sophie Bockelmann Ilaria Amorosini |

| Match 9            | Pays-Bas                                                                                  | 11 - 0  | Canada |                                              |                                              |
| 2 avril 2022 15h00 | Winter 5e · Dicke 7e, 37e, 44e, 48e · Fokke 13e, 32e, 53e · De Wit 29e · Beetsma 30e, 52e | (5 - 0) |        | Arbitrage : Gema Calderón Catalina Montesino | Arbitrage : Gema Calderón Catalina Montesino |
| 2 avril 2022 15h00 | Rapport                                                                                   |         |        | Arbitrage : Gema Calderón Catalina Montesino | Arbitrage : Gema Calderón Catalina Montesino |

| Match 16           | Pays-Bas | 18 - 0  | Zimbabwe |                                            |                                            |
| 4 avril 2022 15h30 | Fokke 3e, 26e · Dicke 16e, 18e, 24e, 29e, 60e · Omrani 16e, 34e, 52e · Beetsma 19e · Steensma 23e, 33e, 52e · Murray 32e, 41e · Rozemeijer 34e · Winter 59e | (9 - 0) |          | Arbitrage : María Locatelli Victoria Pazos | Arbitrage : María Locatelli Victoria Pazos |
| 4 avril 2022 15h30 | Rapport |         |          | Arbitrage : María Locatelli Victoria Pazos | Arbitrage : María Locatelli Victoria Pazos |

| Match 17           | Canada  | 0 - 4   | États-Unis                                         |                                             |                                             |
| 4 avril 2022 17h30 |         | (0 - 1) | 8e Donnelly · 42e Ramsey · 51e Rose · 58e Peterson | Arbitrage : Lisette Baljon Rebecca Woodcock | Arbitrage : Lisette Baljon Rebecca Woodcock |
| 4 avril 2022 17h30 | Rapport |         |                                                    | Arbitrage : Lisette Baljon Rebecca Woodcock | Arbitrage : Lisette Baljon Rebecca Woodcock |

### Poule B
| Rang | Équipe         | J | V | N | D | BP | BC | Diff | Pts | Qualification    |
| ---- | -------------- | - | - | - | - | -- | -- | ---- | --- | ---------------- |
| 1    | Angleterre     | 2 | 2 | 0 | 0 | 5  | 1  | +4   | 6   | Quarts de finale |
| 2    | Afrique du Sud | 2 | 1 | 0 | 1 | 1  | 3  | -2   | 3   | Quarts de finale |
| 3    | Irlande        | 2 | 0 | 0 | 2 | 1  | 3  | -2   | 0   |                  |

Source: FIH
En cas d'égalité de points de plusieurs équipes à l'issue des matchs de poule, les critères suivants sont appliqués dans l'ordre indiqué pour établir leur classement:
1. Points,
2. Matchs gagnés,
3. Différence de buts,
4. Buts pour,
5. Plus grand nombre de points obtenus dans les matchs de poule disputés entre les équipes concernées,
6. Buts de plein jeu marqués.

| Match 1              | Afrique du Sud | 0 - 3   | Angleterre                      |                                           |                                           |
| 1er avril 2022 11h00 |                | (0 - 1) | 13e, 56e Mackenzie · 45e Giglio | Arbitrage : Lisette Baljon Victoria Pazos | Arbitrage : Lisette Baljon Victoria Pazos |
| 1er avril 2022 11h00 | Rapport        |         |                                 | Arbitrage : Lisette Baljon Victoria Pazos | Arbitrage : Lisette Baljon Victoria Pazos |

| Match 10           | Angleterre             | 2 - 1   | Irlande   |                                               |                                               |
| 2 avril 2022 17h00 | Giglio 9e · McCabe 43e | (1 - 1) | 4e Perdue | Arbitrage : Céline Martin-Schmets Ivona Makar | Arbitrage : Céline Martin-Schmets Ivona Makar |
| 2 avril 2022 17h00 | Rapport                |         |           | Arbitrage : Céline Martin-Schmets Ivona Makar | Arbitrage : Céline Martin-Schmets Ivona Makar |

| Match 15           | Afrique du Sud | 1 - 0   | Irlande |                                             |                                             |
| 4 avril 2022 11h00 | Du Toit 30e    | (1 - 0) |         | Arbitrage : Sophie Bockelmann Kim Yoon Seon | Arbitrage : Sophie Bockelmann Kim Yoon Seon |
| 4 avril 2022 11h00 | Rapport        |         |         | Arbitrage : Sophie Bockelmann Kim Yoon Seon | Arbitrage : Sophie Bockelmann Kim Yoon Seon |

### Poule C
| Rang | Équipe       | J | V | N | D | BP | BC | Diff | Pts | Qualification    |
| ---- | ------------ | - | - | - | - | -- | -- | ---- | --- | ---------------- |
| 1    | Argentine    | 3 | 3 | 0 | 0 | 14 | 0  | +14  | 9   | Quarts de finale |
| 2    | Corée du Sud | 3 | 1 | 0 | 2 | 1  | 3  | -2   | 3   | Quarts de finale |
| 3    | Uruguay      | 3 | 1 | 0 | 2 | 1  | 5  | -4   | 3   |                  |
| 4    | Autriche     | 3 | 1 | 0 | 2 | 1  | 9  | -8   | 3   |                  |

Source: FIH
En cas d'égalité de points de plusieurs équipes à l'issue des matchs de poule, les critères suivants sont appliqués dans l'ordre indiqué pour établir leur classement:
1. Points,
2. Matchs gagnés,
3. Différence de buts,
4. Buts pour,
5. Plus grand nombre de points obtenus dans les matchs de poule disputés entre les équipes concernées,
6. Buts de plein jeu marqués.

| Match 4              | Corée du Sud     | 1 - 0   | Uruguay |                                          |                                          |
| 1er avril 2022 17h00 | Jung Sunghee 56e | (0 - 0) |         | Arbitrage : Rebecca Woodcock Ivona Makar | Arbitrage : Rebecca Woodcock Ivona Makar |
| 1er avril 2022 17h00 | Rapport          |         |         | Arbitrage : Rebecca Woodcock Ivona Makar | Arbitrage : Rebecca Woodcock Ivona Makar |

| Match 5              | Argentine                                                                            | 8 - 0   | Autriche |                                                    |                                                    |
| 1er avril 2022 19h00 | Pacheco 5e, 50e, 57e · Adorno 7e · V. Raposo 30e, 55e · Pagella 44e · Bruggesser 48e | (3 - 0) |          | Arbitrage : Céline Martin-Schmets Ilaria Amorosini | Arbitrage : Céline Martin-Schmets Ilaria Amorosini |
| 1er avril 2022 19h00 | Rapport                                                                              |         |          | Arbitrage : Céline Martin-Schmets Ilaria Amorosini | Arbitrage : Céline Martin-Schmets Ilaria Amorosini |

| Match 13           | Uruguay   | 1 - 0   | Autriche |                                               |                                               |
| 3 avril 2022 15h30 | Vidal 55e | (0 - 0) |          | Arbitrage : Catalina Montesino Victoria Pazos | Arbitrage : Catalina Montesino Victoria Pazos |
| 3 avril 2022 15h30 | Rapport   |         |          | Arbitrage : Catalina Montesino Victoria Pazos | Arbitrage : Catalina Montesino Victoria Pazos |

| Match 14           | Argentine                  | 2 - 0   | Corée du Sud |                                            |                                            |
| 3 avril 2022 17h30 | Pacheco 4e · V. Raposo 23e | (2 - 0) |              | Arbitrage : Wanri Wenter Sophie Bockelmann | Arbitrage : Wanri Wenter Sophie Bockelmann |
| 3 avril 2022 17h30 | Rapport                    |         |              | Arbitrage : Wanri Wenter Sophie Bockelmann | Arbitrage : Wanri Wenter Sophie Bockelmann |

| Match 18           | Corée du Sud | 0 - 1   | Autriche   |                                           |                                           |
| 5 avril 2022 09h00 |              | (0 - 0) | 56e Herzog | Arbitrage : María Locatelli Inès El Hajem | Arbitrage : María Locatelli Inès El Hajem |
| 5 avril 2022 09h00 | Rapport      |         |            | Arbitrage : María Locatelli Inès El Hajem | Arbitrage : María Locatelli Inès El Hajem |

| Match 19           | Argentine                                             | 4 - 0   | Uruguay |                                        |                                        |
| 5 avril 2022 11h00 | Pagella 9e · V. Raposo 13e · Adorno 21e · Andrade 60e | (3 - 0) |         | Arbitrage : Gema Calderón Alison Keogh | Arbitrage : Gema Calderón Alison Keogh |
| 5 avril 2022 11h00 | Rapport                                               |         |         | Arbitrage : Gema Calderón Alison Keogh | Arbitrage : Gema Calderón Alison Keogh |

### Poule D
| Rang | Équipe         | J | V | N | D | BP | BC | Diff | Pts | Qualification    |
| ---- | -------------- | - | - | - | - | -- | -- | ---- | --- | ---------------- |
| 1    | Inde           | 3 | 3 | 0 | 0 | 11 | 2  | +9   | 9   | Quarts de finale |
| 2    | Allemagne      | 3 | 2 | 0 | 1 | 19 | 2  | +17  | 6   | Quarts de finale |
| 3    | Pays de Galles | 3 | 0 | 1 | 2 | 4  | 16 | -12  | 1   |                  |
| 4    | Malaisie       | 3 | 0 | 1 | 2 | 3  | 17 | -14  | 1   |                  |

Source: FIH
En cas d'égalité de points de plusieurs équipes à l'issue des matchs de poule, les critères suivants sont appliqués dans l'ordre indiqué pour établir leur classement:
1. Points,
2. Matchs gagnés,
3. Différence de buts,
4. Buts pour,
5. Plus grand nombre de points obtenus dans les matchs de poule disputés entre les équipes concernées,
6. Buts de plein jeu marqués.

| Match 6            | Inde                                                            | 5 - 1   | Pays de Galles |                                              |                                              |
| 2 avril 2022 09h00 | Lalremsiami 4e · Lalrindiki 32e, 57e · Mumtaz 41e · Deepika 58e | (1 - 1) | 26e Holme      | Arbitrage : María Locatelli Rebecca Woodcock | Arbitrage : María Locatelli Rebecca Woodcock |
| 2 avril 2022 09h00 | Rapport                                                         |         |                | Arbitrage : María Locatelli Rebecca Woodcock | Arbitrage : María Locatelli Rebecca Woodcock |

| Match 7            | Allemagne | 10 - 0  | Malaisie |                                         |                                         |
| 2 avril 2022 11h00 | Kresken 6e, 10e, 22e · Stoffelsma 23e, 43e · Fleschütz 40e · Strauss 41e · Bleuel 47e · Neumann 54e · Schwabe 60e | (4 - 0) |          | Arbitrage : Lisette Baljon Alison Keogh | Arbitrage : Lisette Baljon Alison Keogh |
| 2 avril 2022 11h00 | Rapport |         |          | Arbitrage : Lisette Baljon Alison Keogh | Arbitrage : Lisette Baljon Alison Keogh |

| Match 11           | Malaisie                            | 3 - 3   | Pays de Galles                      |                                            |                                            |
| 3 avril 2022 09h00 | Elizaberth 15e · Nuramirah 34e, 38e | (1 - 1) | 24e Howell · 52e Hill · 54e Preston | Arbitrage : Ilaria Amorosini Inès El Hajem | Arbitrage : Ilaria Amorosini Inès El Hajem |
| 3 avril 2022 09h00 | Rapport                             |         |                                     | Arbitrage : Ilaria Amorosini Inès El Hajem | Arbitrage : Ilaria Amorosini Inès El Hajem |

| Match 12           | Allemagne  | 1 - 2   | Inde                        |                                                |                                                |
| 3 avril 2022 11h00 | Bleuel 57e | (0 - 2) | 2e Lalremsiami · 25e Mumtaz | Arbitrage : Gema Calderón Céline Matin-Schmets | Arbitrage : Gema Calderón Céline Matin-Schmets |
| 3 avril 2022 11h00 | Rapport    |         |                             | Arbitrage : Gema Calderón Céline Matin-Schmets | Arbitrage : Gema Calderón Céline Matin-Schmets |

| Match 20           | Inde                               | 4 - 0   | Malaisie |                                            |                                            |
| 5 avril 2022 15h30 | Mumtaz 10e, 26e, 59e · Sangita 11e | (3 - 0) |          | Arbitrage : Catalina Montesino Ivona Makar | Arbitrage : Catalina Montesino Ivona Makar |
| 5 avril 2022 15h30 | Rapport                            |         |          | Arbitrage : Catalina Montesino Ivona Makar | Arbitrage : Catalina Montesino Ivona Makar |

| Match 21           | Allemagne                                                                            | 8 - 0   | Pays de Galles |                                        |                                        |
| 5 avril 2022 17h30 | Fleschütz 3e, 41e · Schwabe 7e · Sippel 7e, 60e · Neumann 47e · Heinz 56e · Kurz 60e | (3 - 0) |                | Arbitrage : Wanri Venter Kim Yoon Seon | Arbitrage : Wanri Venter Kim Yoon Seon |
| 5 avril 2022 17h30 | Rapport                                                                              |         |                | Arbitrage : Wanri Venter Kim Yoon Seon | Arbitrage : Wanri Venter Kim Yoon Seon |

## Phase de classement

### Matchs de placement
| Match 22           | Pays de Galles                                                 | 0 - 0             | Autriche                                                         |                                             |                                             |
| 7 avril 2022 11h15 |                                                                | (0 - 0)           |                                                                  | Arbitrage : Sophie Bockelmann Gema Calderón | Arbitrage : Sophie Bockelmann Gema Calderón |
| 7 avril 2022 11h15 | Rapport                                                        |                   |                                                                  | Arbitrage : Sophie Bockelmann Gema Calderón | Arbitrage : Sophie Bockelmann Gema Calderón |
| 7 avril 2022 11h15 | Preston · Goodman · Holme · Daniel · Drysdale · ---- · Goodman | Tirs au but 3 - 4 | Felber · Herzog · Kern · Proksch · Klausbruckner · ---- · Herzog | Arbitrage : Sophie Bockelmann Gema Calderón | Arbitrage : Sophie Bockelmann Gema Calderón |

| Match 23           | Irlande                                                                 | 6 - 1   | Canada     |                                          |                                          |
| 7 avril 2022 15h45 | Kelly 1e · Hamill 11e · O'Brien 13e · Perdue 24e · Paul 26e · Pratt 39e | (5 - 0) | 58e Berger | Arbitrage : Wanri Venter María Locatelli | Arbitrage : Wanri Venter María Locatelli |
| 7 avril 2022 15h45 | Rapport                                                                 |         |            | Arbitrage : Wanri Venter María Locatelli | Arbitrage : Wanri Venter María Locatelli |

| Match 24           | Malaisie                 | 2 - 1   | Uruguay     |                                             |                                             |
| 7 avril 2022 18h00 | Siti 53e · Nuramirah 54e | (0 - 0) | 35e Civetta | Arbitrage : Rebecca Woodcock Victoria Pazos | Arbitrage : Rebecca Woodcock Victoria Pazos |
| 7 avril 2022 18h00 | Rapport                  |         |             | Arbitrage : Rebecca Woodcock Victoria Pazos | Arbitrage : Rebecca Woodcock Victoria Pazos |

### De la treizième à la quinzième place

#### Barrages
| Match 29           | Canada     | 1 - 4   | Uruguay                                     |                                        |                                        |
| 9 avril 2022 11h15 | Berger 59e | (0 - 0) | 33e Oliveros · 36e, 46e Civetta · 55e Vidal | Arbitrage : Lisette Baljon Ivona Makar | Arbitrage : Lisette Baljon Ivona Makar |
| 9 avril 2022 11h15 | Rapport    |         |                                             | Arbitrage : Lisette Baljon Ivona Makar | Arbitrage : Lisette Baljon Ivona Makar |

#### Treizième et quatorzième place
| Match 36            | Pays de Galles | 1 - 5   | Uruguay                                             |                                           |                                           |
| 11 avril 2022 11h15 | Wood 3e        | (1 - 2) | 7e, 59e Vidal · 30e Civetta · 40e Díaz · 54e Dieste | Arbitrage : María Locatelli Inès El Hajem | Arbitrage : María Locatelli Inès El Hajem |
| 11 avril 2022 11h15 | Rapport        |         |                                                     | Arbitrage : María Locatelli Inès El Hajem | Arbitrage : María Locatelli Inès El Hajem |

### De la neuvième à la douzième place
|  | Barrages | Barrages |           |   | 9e place | 9e place |
|  | Barrages | Barrages |           |   | 9e place | 9e place |
|  |          |          |           |   |          |          |
|  |          |          |           |   |          |          |
|  |          |          |           |   |          |          |
|  | Irlande  | 2        |           |   |          |          |
|  | Irlande  | 2        |           |   |          |          |
|  | Malaisie | 1        |           |   |          |          |
|  | Malaisie | 1        | Irlande   | 4 |          |          |
|  |          |          | Irlande   | 4 |          |          |
|  |          | Autriche | 0         |   |          |          |
|  | Autriche | Autriche | 0         | 1 |          |          |
|  | Autriche |          |           | 1 |          |          |
|  | Zimbabwe | 0        |           |   |          |          |
|  | Zimbabwe | 0        | 11e place |   |          |          |
|  |          |          |           |   |          |          |
|  |          |          |           |   |          |          |
|  |          |          |           |   |          |          |
|  | Malaisie | 7        |           |   |          |          |
|  | Malaisie | 7        |           |   |          |          |
|  | Zimbabwe | 2        |           |   |          |          |
|  | Zimbabwe | 2        |           |   |          |          |

#### Barrages
| Match 30           | Autriche  | 1 - 0   | Zimbabwe |                                        |                                        |
| 9 avril 2022 13h30 | Bauer 55e | (0 - 0) |          | Arbitrage : Alison Keogh Inès El Hajem | Arbitrage : Alison Keogh Inès El Hajem |
| 9 avril 2022 13h30 | Rapport   |         |          | Arbitrage : Alison Keogh Inès El Hajem | Arbitrage : Alison Keogh Inès El Hajem |

| Match 31           | Irlande                | 2 - 1   | Malaisie      |                                                    |                                                    |
| 9 avril 2022 15h45 | Kelly 14e · Perdue 60e | (1 - 0) | 47e Nuramirah | Arbitrage : Céline Martin-Schmets Ilaria Amorosini | Arbitrage : Céline Martin-Schmets Ilaria Amorosini |
| 9 avril 2022 15h45 | Rapport                |         |               | Arbitrage : Céline Martin-Schmets Ilaria Amorosini | Arbitrage : Céline Martin-Schmets Ilaria Amorosini |

#### Onzième et douzième place
| Match 37            | Malaisie                                                                              | 7 - 2   | Zimbabwe                      |                                             |                                             |
| 11 avril 2022 13h30 | Siti 10e · Effarizal 22e · Nuramirah 23e, 48e · Nur 39e · Abang 41e · Khairunnisa 53e | (3 - 2) | 2e Elijah · 15e A. Terblanche | Arbitrage : Rebecca Woodcock Victoria Pazos | Arbitrage : Rebecca Woodcock Victoria Pazos |
| 11 avril 2022 13h30 | Rapport                                                                               |         |                               | Arbitrage : Rebecca Woodcock Victoria Pazos | Arbitrage : Rebecca Woodcock Victoria Pazos |

#### Neuvième et dixième place
| Match 38            | Irlande                                            | 4 - 0   | Autriche |                                              |                                              |
| 11 avril 2022 15h45 | O'Brien 36e · Mulcahy 45e · Pratt 51e · Hamill 59e | (0 - 0) |          | Arbitrage : Lisette Baljon Sophie Bockelmann | Arbitrage : Lisette Baljon Sophie Bockelmann |
| 11 avril 2022 15h45 | Rapport                                            |         |          | Arbitrage : Lisette Baljon Sophie Bockelmann | Arbitrage : Lisette Baljon Sophie Bockelmann |

## Tour pour les médailles
|  | Quarts de finale | Quarts de finale |            |            | Demi-finales           | Demi-finales |  |  | Finale | Finale |
|  | Quarts de finale | Quarts de finale |            |            | Demi-finales           | Demi-finales |  |  | Finale | Finale |
|  |                  |                  |            |            |                        |              |  |  |        |        |
|  |                  |                  |            |            |                        |              |  |  |        |        |
|  |                  |                  |            |            |                        |              |  |  |        |        |
|  | Afrique du Sud   | 0                |            |            |                        |              |  |  |        |        |
|  | Afrique du Sud   | 0                |            |            |                        |              |  |  |        |        |
|  | Pays-Bas         | 5                |            |            |                        |              |  |  |        |        |
|  | Pays-Bas         | 5                | Pays-Bas   | 3          |                        |              |  |  |        |        |
|  |                  |                  | Pays-Bas   | 3          |                        |              |  |  |        |        |
|  |                  | Inde             | 0          |            |                        |              |  |  |        |        |
|  | Inde             | Inde             | 0          | 3          |                        |              |  |  |        |        |
|  | Inde             |                  |            | 3          |                        |              |  |  |        |        |
|  | Corée du Sud     | 0                |            |            |                        |              |  |  |        |        |
|  | Corée du Sud     | 0                | Pays-Bas   | 3          |                        |              |  |  |        |        |
|  |                  |                  | Pays-Bas   | 3          |                        |              |  |  |        |        |
|  |                  | Allemagne        | 1          |            |                        |              |  |  |        |        |
|  | Argentine        | Allemagne        | 1          | 1          |                        |              |  |  |        |        |
|  | Argentine        |                  |            | 1          |                        |              |  |  |        |        |
|  | Allemagne        | 4                |            |            |                        |              |  |  |        |        |
|  | Allemagne        | 4                | Angleterre | 0          |                        |              |  |  |        |        |
|  |                  |                  | Angleterre | 0          | Match pour la 3e place |              |  |  |        |        |
|  |                  | Allemagne        | 8          |            |                        |              |  |  |        |        |
|  | Angleterre       | Allemagne        | 8          | 2          |                        |              |  |  |        |        |
|  | Angleterre       |                  |            | 2          |                        |              |  |  |        |        |
|  | États-Unis       | 1                |            | Angleterre | 2 (3)                  |              |  |  |        |        |
|  | États-Unis       | 1                |            | Angleterre | 2 (3)                  |              |  |  |        |        |
|  |                  |                  |            |            |                        |              |  |  | Inde   | 2 (0)  |
|  |                  |                  |            |            |                        |              |  |  | Inde   | 2 (0)  |

### Quarts de finale
| Match 26           | Inde                                      | 3 - 0   | Corée du Sud |                                             |                                             |
| 8 avril 2022 09h00 | Mumtaz 11e · Lalrindiki 15e · Sangita 41e | (2 - 0) |              | Arbitrage : Lisette Baljon Ilaria Amorosini | Arbitrage : Lisette Baljon Ilaria Amorosini |
| 8 avril 2022 09h00 | Rapport                                   |         |              | Arbitrage : Lisette Baljon Ilaria Amorosini | Arbitrage : Lisette Baljon Ilaria Amorosini |

| Match 25           | Afrique du Sud | 0 - 5   | Pays-Bas                                    |                                                 |                                                 |
| 8 avril 2022 11h15 |                | (0 - 2) | 4e, 15e Dicke · 44e Omrani · 45e, 57e Fokke | Arbitrage : Céline Martin-Schmets Inès El Hajem | Arbitrage : Céline Martin-Schmets Inès El Hajem |
| 8 avril 2022 11h15 | Rapport        |         |                                             | Arbitrage : Céline Martin-Schmets Inès El Hajem | Arbitrage : Céline Martin-Schmets Inès El Hajem |

| Match 27           | Angleterre              | 2 - 1   | États-Unis |                                         |                                         |
| 8 avril 2022 15h45 | Giglio 17e · Axford 44e | (1 - 1) | 3e Sessa   | Arbitrage : Gema Calderón Kim Yoon Seon | Arbitrage : Gema Calderón Kim Yoon Seon |
| 8 avril 2022 15h45 | Rapport                 |         |            | Arbitrage : Gema Calderón Kim Yoon Seon | Arbitrage : Gema Calderón Kim Yoon Seon |

| Match 28           | Argentine     | 1 - 4   | Allemagne                                             |                                      |                                      |
| 8 avril 2022 18h00 | Cerundolo 25e | (1 - 4) | 11e Heinz · 18e Sippel · 23e Stoffelsma · 27e Kresken | Arbitrage : Alison Keogh Ivona Makar | Arbitrage : Alison Keogh Ivona Makar |
| 8 avril 2022 18h00 | Rapport       |         |                                                       | Arbitrage : Alison Keogh Ivona Makar | Arbitrage : Alison Keogh Ivona Makar |

### De la cinquième à la huitième place
|  | Barrages       | Barrages     |           |    | 5e place | 5e place |
|  | Barrages       | Barrages     |           |    | 5e place | 5e place |
|  |                |              |           |    |          |          |
|  |                |              |           |    |          |          |
|  |                |              |           |    |          |          |
|  | Afrique du Sud | 0            |           |    |          |          |
|  | Afrique du Sud | 0            |           |    |          |          |
|  | Corée du Sud   | 1            |           |    |          |          |
|  | Corée du Sud   | 1            | Argentine | 10 |          |          |
|  |                |              | Argentine | 10 |          |          |
|  |                | Corée du Sud | 0         |    |          |          |
|  | Argentine      | Corée du Sud | 0         | 2  |          |          |
|  | Argentine      |              |           | 2  |          |          |
|  | États-Unis     | 0            |           |    |          |          |
|  | États-Unis     | 0            | 7e place  |    |          |          |
|  |                |              |           |    |          |          |
|  |                |              |           |    |          |          |
|  |                |              |           |    |          |          |
|  | Afrique du Sud | 3            |           |    |          |          |
|  | Afrique du Sud | 3            |           |    |          |          |
|  | États-Unis     | 2            |           |    |          |          |
|  | États-Unis     | 2            |           |    |          |          |

#### Barrages
| Match 33            | Argentine                 | 2 - 0   | États-Unis |                                         |                                         |
| 10 avril 2022 09h00 | Guggini 23e · Manuele 51e | (1 - 0) |            | Arbitrage : Gema Calderón Kim Yoon Seon | Arbitrage : Gema Calderón Kim Yoon Seon |
| 10 avril 2022 09h00 | Rapport                   |         |            | Arbitrage : Gema Calderón Kim Yoon Seon | Arbitrage : Gema Calderón Kim Yoon Seon |

| Match 32            | Afrique du Sud | 0 - 1   | Corée du Sud   |                                             |                                             |
| 10 avril 2022 11h15 |                | (0 - 1) | 25e Choi Nurim | Arbitrage : Ilaria Amorosini Victoria Pazos | Arbitrage : Ilaria Amorosini Victoria Pazos |
| 10 avril 2022 11h15 | Rapport        |         |                | Arbitrage : Ilaria Amorosini Victoria Pazos | Arbitrage : Ilaria Amorosini Victoria Pazos |

#### Septième et huitième place
| Match 39            | Afrique du Sud                      | 3 - 2   | États-Unis             |                                           |                                           |
| 12 avril 2022 09h00 | Wood 7e · Du Toit 12e · Le Roux 33e | (2 - 0) | 38e Varney · 51e Tamer | Arbitrage : María Locatelli Kim Yoon Seon | Arbitrage : María Locatelli Kim Yoon Seon |
| 12 avril 2022 09h00 | Rapport                             |         |                        | Arbitrage : María Locatelli Kim Yoon Seon | Arbitrage : María Locatelli Kim Yoon Seon |

#### Cinquième et sixième place
| Match 40            | Argentine | 10 - 0  | Corée du Sud |                                        |                                        |
| 12 avril 2022 11h15 | Adorno 12e · Cairo 17e · Pagella 30e · Santamarina 38e, 55e · Cerundolo 43e · Andrade 43e · Pacheco 51e · Bruggesser 52e · Manuele 55e | (3 - 0) |              | Arbitrage : Wanri Venter Gema Calderón | Arbitrage : Wanri Venter Gema Calderón |
| 12 avril 2022 11h15 | Rapport |         |              | Arbitrage : Wanri Venter Gema Calderón | Arbitrage : Wanri Venter Gema Calderón |

### De la première à la quatrième place

#### Demi-finales
| Match 34            | Pays-Bas                            | 3 - 0   | Inde |                                                |                                                |
| 10 avril 2022 13h30 | Beetsma 12e · Fokke 53e · Dicke 54e | (1 - 0) |      | Arbitrage : Rebecca Woodcock Sophie Bockelmann | Arbitrage : Rebecca Woodcock Sophie Bockelmann |
| 10 avril 2022 13h30 | Rapport                             |         |      | Arbitrage : Rebecca Woodcock Sophie Bockelmann | Arbitrage : Rebecca Woodcock Sophie Bockelmann |

| Match 35            | Angleterre | 0 - 8   | Allemagne                                                                                 |                                                |                                                |
| 10 avril 2022 15h45 |            | (0 - 4) | 7e, 35e, 36e Neumann · 9e Kurz · 12e Fleschütz · 25e Heinz · 57e Schwabe · 60e Stoffelsma | Arbitrage : Wanri Wenter Céline Martin-Schmets | Arbitrage : Wanri Wenter Céline Martin-Schmets |
| 10 avril 2022 15h45 | Rapport    |         |                                                                                           | Arbitrage : Wanri Wenter Céline Martin-Schmets | Arbitrage : Wanri Wenter Céline Martin-Schmets |

#### Troisième et quatrième place
| Match 41            | Angleterre              | 2 - 2             | Inde                        |                                             |                                             |
| 12 avril 2022 13h30 | Giglio 18e · Swain 58e  | (1 - 1)           | 21e, 47e Mumtaz             | Arbitrage : Lisette Baljon Ilaria Amorosini | Arbitrage : Lisette Baljon Ilaria Amorosini |
| 12 avril 2022 13h30 | Rapport                 |                   |                             | Arbitrage : Lisette Baljon Ilaria Amorosini | Arbitrage : Lisette Baljon Ilaria Amorosini |
| 12 avril 2022 13h30 | Curtis · Swain · Axford | Tirs au but 3 - 0 | Sharmila · Sangita · Salima | Arbitrage : Lisette Baljon Ilaria Amorosini | Arbitrage : Lisette Baljon Ilaria Amorosini |

#### Finale
| Match 42            | Pays-Bas                               | 3 - 1   | Allemagne   |                                      |                                      |
| 12 avril 2022 15h45 | Van der Veerdonk 7e · Beetsma 34e, 44e | (1 - 0) | 32e Schwabe | Arbitrage : Alison Keogh Ivona Makar | Arbitrage : Alison Keogh Ivona Makar |
| 12 avril 2022 15h45 | Rapport                                |         |             | Arbitrage : Alison Keogh Ivona Makar | Arbitrage : Alison Keogh Ivona Makar |

## Classement final
| Rang                      | Équipe         | J | V | N | D | BP | BC | Diff | Pts | Résultat         |
| ------------------------- | -------------- | - | - | - | - | -- | -- | ---- | --- | ---------------- |
| Médaille d'or, monde      | Pays-Bas       | 6 | 6 | 0 | 0 | 49 | 1  | +48  | 18  | Champion         |
| Médaille d'argent, monde  | Allemagne      | 6 | 4 | 0 | 2 | 32 | 6  | +26  | 12  | Vice-champion    |
| Médaille de bronze, monde | Angleterre     | 5 | 3 | 1 | 1 | 9  | 12 | -3   | 10  | Troisième        |
| 4                         | Inde           | 6 | 4 | 1 | 1 | 16 | 7  | +9   | 13  | Quatrième        |
| 5                         | Argentine      | 6 | 5 | 0 | 1 | 27 | 4  | +23  | 15  | Quarts de finale |
| 6                         | Corée du Sud   | 6 | 2 | 0 | 4 | 2  | 16 | -14  | 6   | Quarts de finale |
| 7                         | Afrique du Sud | 5 | 2 | 0 | 3 | 4  | 11 | -7   | 6   | Quarts de finale |
| 8                         | États-Unis     | 6 | 2 | 0 | 4 | 12 | 16 | -4   | 6   | Quarts de finale |
| 9                         | Irlande        | 5 | 3 | 0 | 2 | 13 | 5  | +8   | 9   | Phase de groupes |
| 10                        | Autriche       | 6 | 2 | 1 | 3 | 2  | 13 | -11  | 7   | Phase de groupes |
| 11                        | Malaisie       | 6 | 2 | 1 | 3 | 13 | 22 | -9   | 7   | Phase de groupes |
| 12                        | Zimbabwe       | 5 | 1 | 0 | 4 | 4  | 32 | -28  | 3   | Phase de groupes |
| 13                        | Uruguay        | 6 | 3 | 0 | 3 | 11 | 9  | +2   | 9   | Phase de groupes |
| 14                        | Pays de Galles | 5 | 0 | 2 | 3 | 5  | 21 | -16  | 2   | Phase de groupes |
| 15                        | Canada         | 5 | 0 | 0 | 5 | 3  | 27 | -24  | 0   | Phase de groupes |